# توماس كليبورن
توماس كليبورن هو محامي وسياسي أمريكي، ولد في 17 مايو 1780 في مقاطعة برونزويك في الولايات المتحدة، وتوفي في 7 يناير 1856 في ناشفيل في الولايات المتحدة. نشط حزبياً في الحزب الجمهوري الديمقراطي. وقد انتخب السيد الأكبر Grand Lodge Building (Tennessee) ‏ (1813 – 1814) وانتخب عضو مجلس النواب الأمريكي ‏.